# Brachinus
Brachinus là một chi bọ cánh cứng thuộc họ Carabidae đặc hữu của miền Cổ bắc, Cận Đông và Bắc Phi.Có khả năng phun ra chất dịch có độc, chất dịch sẽ được phóng ra ở nhiệt độ cao nhất khi gặp không khí sẽ bị oxy hóa gây hại cho kẻ địch

## Hình ảnh

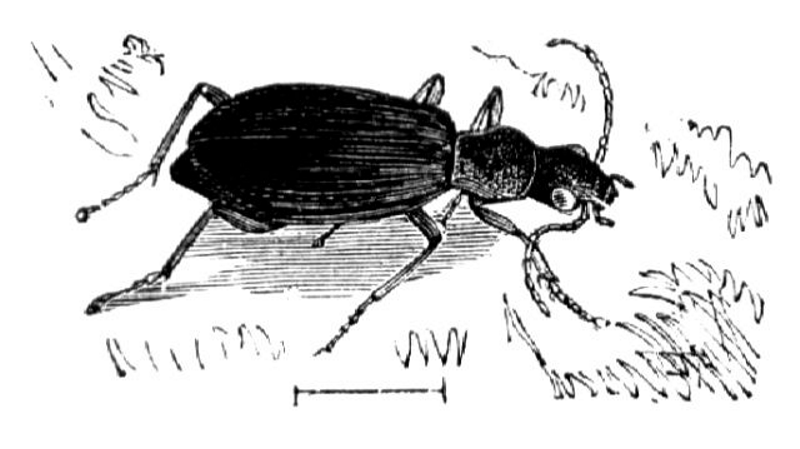
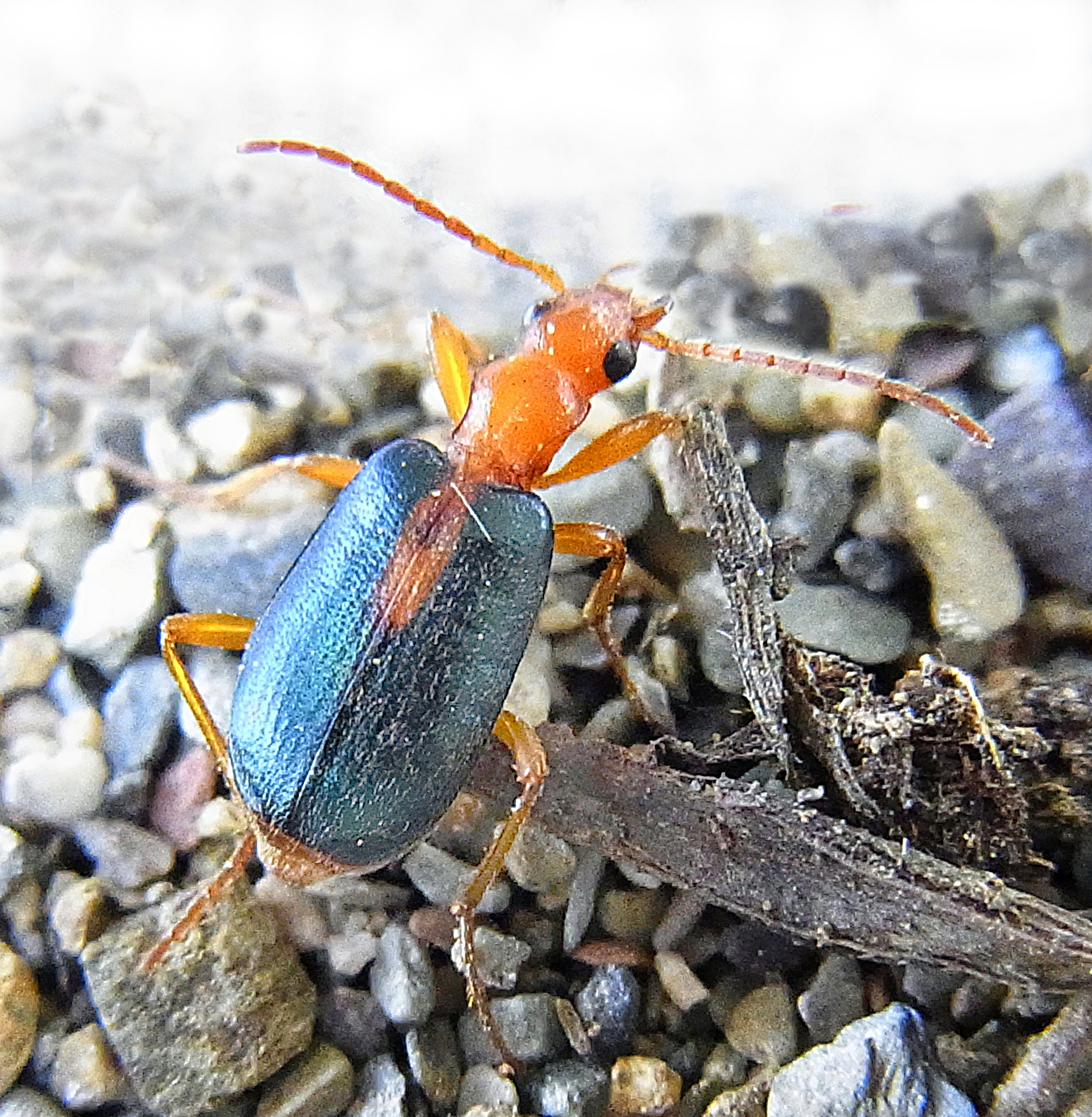
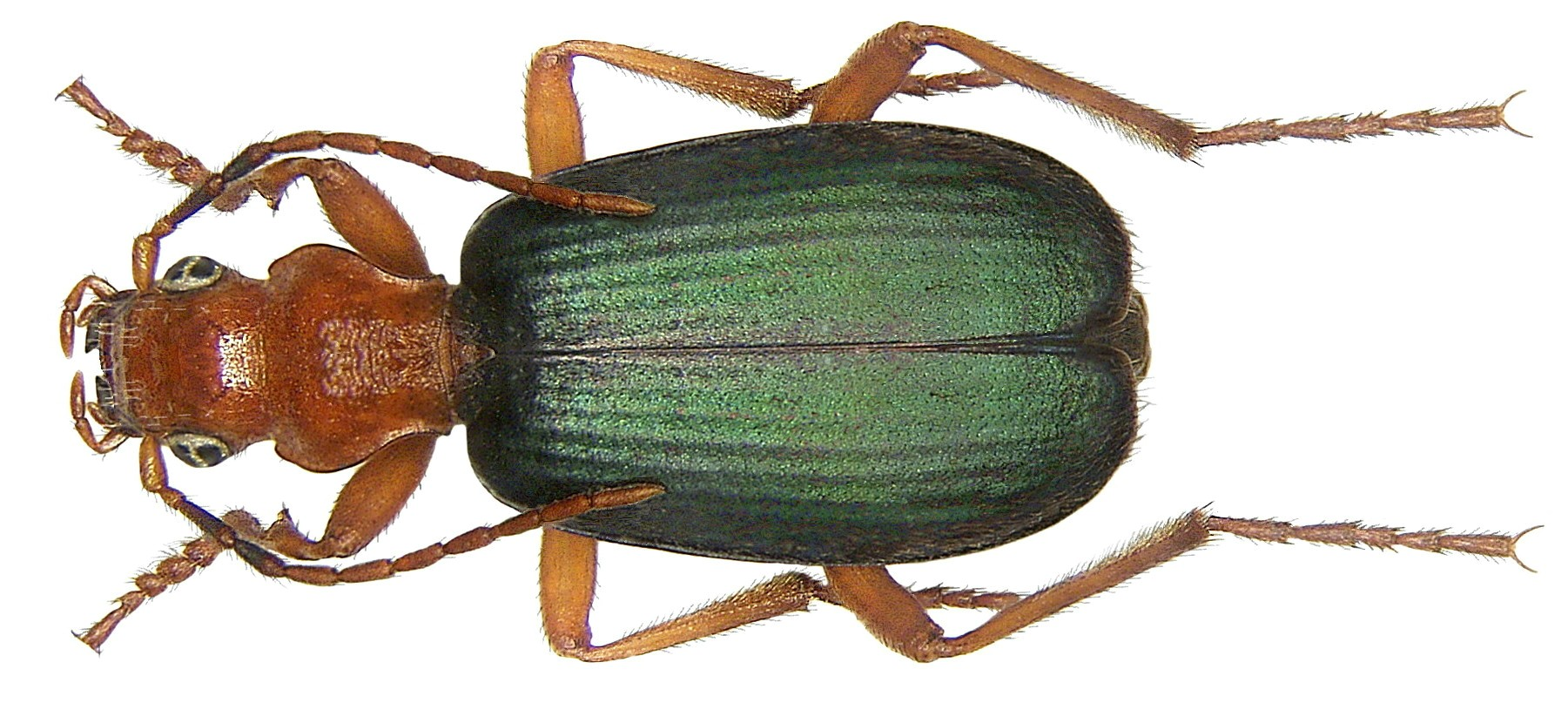
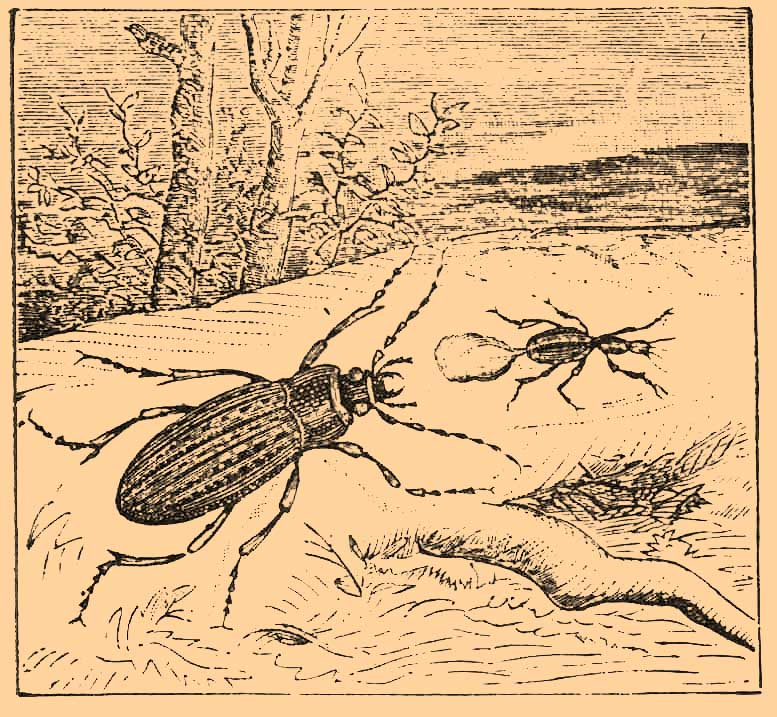